# 2,3,4,5,6,7,8,9,10,11,12,13,14-Tridécaméthylpentadécane
Le 2,3,4,5,6,7,8,9,10,11,12,13,14-tridécaméthylpentadécane est un alcane supérieur ramifié de formule brute C28H58 et formule semi-développée (CH3)2CH-[CH(CH3)]11-CH(CH3)2. C'est un isomère de l'octacosane.
Les atomes de carbone C3 à C13 sauf C8 sont asymétriques et cette molécule possède un plan de symétrie passant par C8. Ainsi le 2,3,4,5,6,7,8,9,10,11,12,13,14-tridécaméthylpentadécane se présente sous la forme de nombreuses paires d'énantiomères et nombreux composés méso.